# Współrzędne ortogonalne
Współrzędne ortogonalne to zbiór współrzędnych {\displaystyle q=(q^{1},\dots ,q^{n})} dla których powierzchnie współrzędnych przecinają się pod kątami prostymi. Powierzchnia współrzędnych dla współrzędnej {\displaystyle q^{k}} jest krzywą, powierzchnią lub hiperpowierzchnią taką, że {\displaystyle q^{k}} ma stałą wartość. Np. w 3-wymiarowym układzie współrzędnych kartezjańskich {\displaystyle (x,y,z)} jest układem ortogonalnym, ponieważ powierzchnie {\displaystyle x={\text{const}},y={\text{const}},z={\text{const}}} są płaszczyznami, które przecinają się pod kątami prostymi. Współrzędne ortogonalne są szczególnymi, ale występują najczęściej wśród współrzędnych krzywoliniowych.